# Івар Крюгер
Івар Крюгер (швед. Ivar Kreuger; 2 березня 1880 — 12 березня 1932) — шведський інженер, фінансист, підприємець і промисловець. У 1908 році був співзасновником будівельної компанії Kreuger & Toll Byggnads AB, яка спеціалізувалася на нових технологіях будівництва. Агресивними інвестиціями та інноваційними фінансовими інструментами він побудував глобальну сірникову і фінансову імперію. Між двома світовими війнами він домовився про сірникову монополію з європейськими, центральноамериканськими і південноамериканськими урядами і згодом контролював до 75 % світового виробництва сірників та отримав прізвисько «Сірниковий король».
Фінансова імперія Крюгера була описана біографом Алленом Черчіллем як «фінансова піраміда», заснована на нібито фантастичній рентабельності його монополій. Незважаючи на те, що Крюгер дійсно виплачував дивіденди раннім інвесторам зі своїх власних коштів або коштів наступних інвесторів, він також контролював багато законних і часто дуже прибуткових підприємств, крім сірникових, а також володів банками, нерухомістю, шахтами та целюлозно-промисловими компаніями. Багато з них збереглися до наших днів. Фінансова імперія Крюгера розпалася під час Великої депресії.
У березні 1932 року Івар Крюгер був знайдений мертвим у спальні своєї квартири у Парижі. Поліція дійшла висновку, що він вчинив самогубство, але десятиліттями пізніше його брат Торстен стверджував, що він був убитий.

## Біографія

### Раннє життя
Крюгер народився в Кальмарі у родині Ернста Августа Кройгера (1852—1946), промисловця в індустрії сірників у цьому місті, і його дружини Дженні Емелі Кройгер (уродженці Форссена; 1856—1949). Івар Крюгер мав п'ять братів і сестер: Інгрід (1877 р.н.), Хельгу (1878 р. н.), Торстен (1884 р. н.), Грету (1889 р. н.) І Бритту (1891 р.).

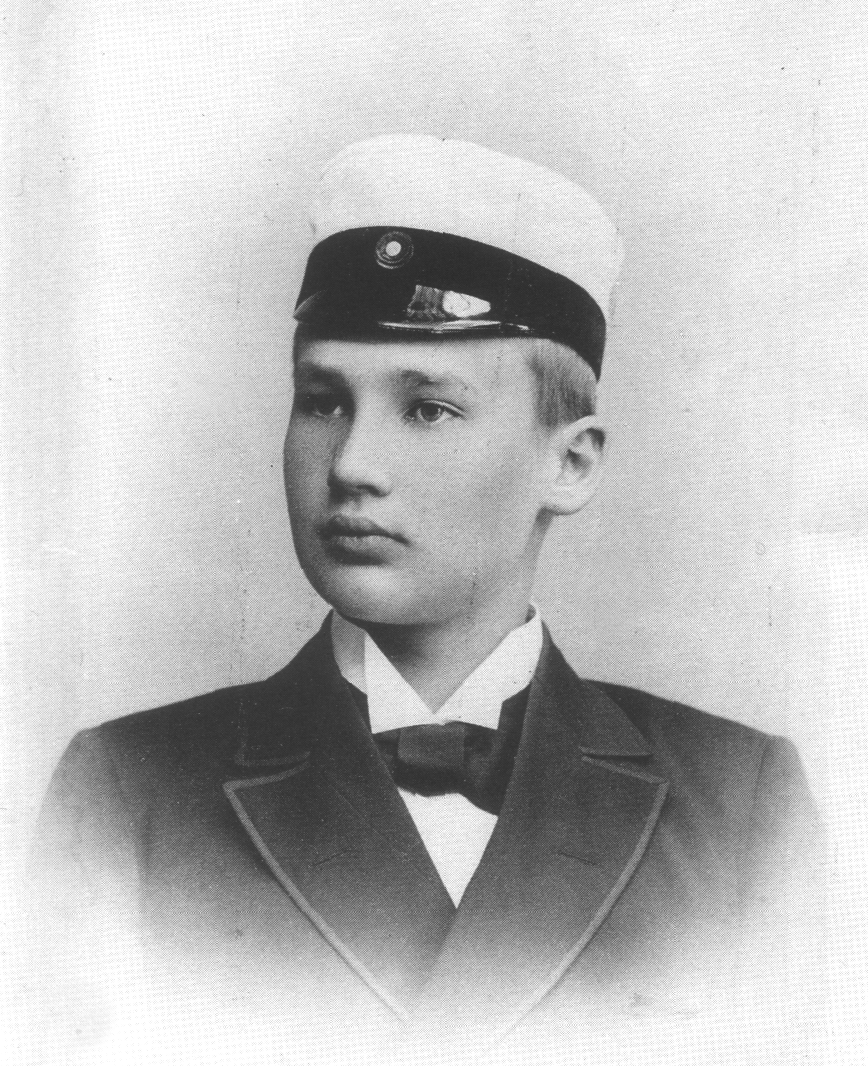
Івар Крюгер у віці 16 років

У школі Івар пропустив два класи, взявши приватні уроки. У віці 16 років Крюгер почав навчання в Королівському технологічному інституті в Стокгольмі, де отримав ступінь магістра у галузях механічного та цивільного будівництва у віці 20 років.

### Життя у Сполучених штатах Америки
На початку 20-го століття Крюгер провів сім років, подорожуючи і працюючи за кордоном, як інженер в США, Мексиці, Південній Африці та інших країнах, але проводив більшу частину часу в США. У Південній Африці він керував рестораном на короткий час разом зі своїм другом Андерсом Джордалем, але незабаром вони його продали. Згодом Крюгер ознайомився з «системою Кана» для залізобетонних конструкцій, що експлуатувалася компанією Trussed Concrete Steel американського інженера та винахідника Юлія Кана, під час роботи в різних інженерних компаніях, серед яких була компанія Consolidated Engineering & Construction Co. і Purdy & Henderson в Нью-Йорку. Ця нова технологія не була впроваджена в Швеції на той час. У 1907 році йому вдалося отримати представницькі права для системи як на шведському, так і на німецькому ринках, а наприкінці 1907 року він повернувся до Швеції з метою впровадження нових методів в обох країнах одночасно. У той час один з експертів у Швеції у сфері залізобетонних конструкцій був його двоюрідний брат Генрік Крюгер, який працював у Королівському технологічному інституті у Стокгольмі.

### Підприємницька кар'єра

#### Будівельні компанії та інновації

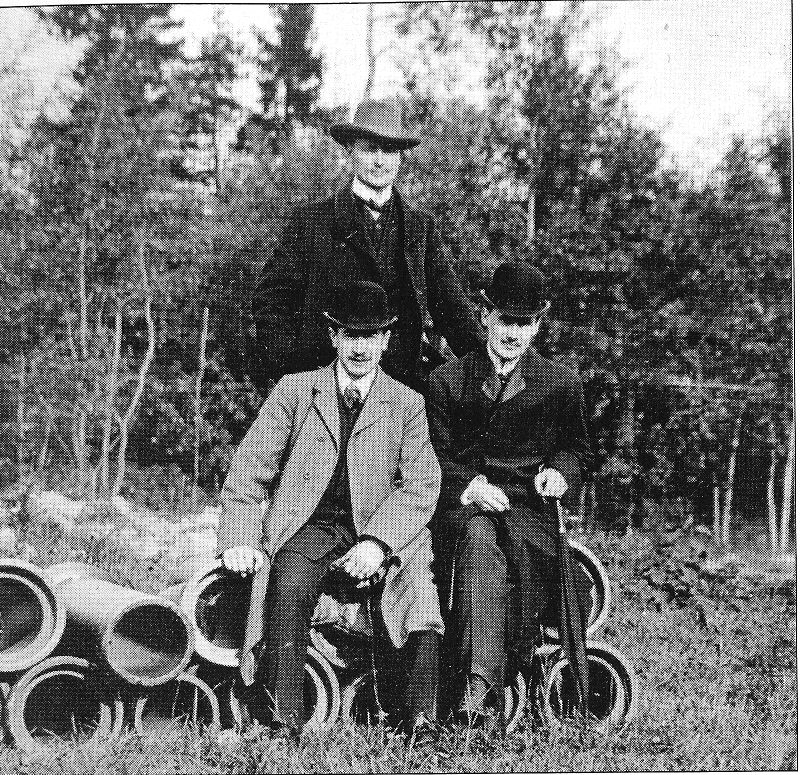
Засновники Kreuger & Toll: Пол Тол (стоїть), Генрік Крюгер (зліва), Івар Крюгер (справа); 1908 рік

У травні 1908 року Крюгер створив будівельну фірму Kreuger & Toll у Швеції разом з інженером Полом Толлом, який тоді працював у будівельній компанії Kasper Höglund AB, і його двоюрідним братом Генріком Крюгером, який зголосився стати інженером-консультантом для компанії. У Німеччині утворив компанію Deutsche Kahneisengesellschaft разом з колегою, з яким він працював в Америці, Андерсом Джордалем.
Новий спосіб будівництва не був повністю прийнятий у Швеції на той час, а для того, щоб продати нову техніку, Крюгер провів декілька лекцій і написав ілюстровану статтю на цю тему у провідному інженерному журналі Teknisk Tidskrift.
Ця нова технологія будівництва була успішною, і фірма виграла кілька престижних контрактів, таких як будівництво Стокгольмського олімпійського стадіону (1911—12); фундамент нової Стокгольмської ратуші (1912—13) та універмагу Nordiska Kompaniet (1913—14) у Стокгольмі. Головним інженером цих передових проектів був Генрік Крюгер.
Інновації в будівельному бізнесі також включали певне зобов'язання завершити будівництво вчасно. Досі фінансовий ризик затримок приймався клієнтами. Kreuger & Toll була першою фірмою в Європі, яка взяла на себе зобов'язання завершити проекти на певну дату, таким чином переклавши ризик на будівельника, який, зрештою, був зацікавлений у зменшенні затримок. Коли Крюгер виграв контракт на будівництво шестиповерхового хмарочоса, він пообіцяв, що якщо будівництво не завершиться до певної дати, то Kreuger & Toll надасть клієнтові часткове відшкодування в розмірі 1200 доларів (близько 18 000 доларів у сьогоднішній валюті) кожного дня затримки, незважаючи на те, що весь капітал компанії Kreuger & Toll покрив би лише два дні запізнення. Клієнт, у свою чергу, погодився виплачувати бонус за кожен день, коли будівля була закінчена до терміну. Kreuger & Toll закінчили будівництво ранніше і згодом отримували бонуси по завершенню кожного проекту. Протягом кількох років Kreuger & Toll вважалася найкращою будівельною компанією в Швеції і однією з провідних фірм у всій Європі.
Протягом шести років після заснування, Kreuger & Toll отримали річний прибуток у розмірі близько $200,000 і сплачували значні дивіденди у розмірі 15 %. У 1917 році компанія була розділена на дві окремі компанії: Kreuger & Toll Construction AB, більшість акцій яких належали Полу Толлу. Івар Крюгер не був членом правління будівельної компанії. Якою частиною компанії володів Івар Крюгер — невідомо. Пол Тол володів 60 % компанії у 1917 році, а близько 1930 року — 66 %. Компанія Kreuger & Toll Construction ніколи не з'являлася в організаційних схемах Kreuger & Toll Holding.
Kreuger & Toll Holding став фінансовим холдингом, а Івар Крюгер — генеральним директором і головним акціонером. Рада директорів складалася з Івара, його батька, Пола Толла та двох близьких колег.
Після того, як Івар був залучений у фабрики сірників свого батька в Кальмарі, він почав більше зосереджуватися на «будівництві» нових компаній або контролі над іншими корпораціями — зазвичай платячи власними цінними паперами. Таким чином, до 1927 року Івар купив банки, гірничодобувні компанії, залізниці, лісопромислові та паперові фірми, дистриб'юторів, нерухомість у кількох європейських містах, а також контрольний пакет акцій в L.M. Ericsson & Co., провідної телефонної компанії Швеції. Він контролював близько 50 % світового ринку залізної руди і целюлози, а також володів шахтами по всьому світу, включаючи шахту Боліден у Швеції, яка мала один з найбагатших золотих родовищ поза межами Південної Африки, окрім інших корисних копалин.
Крюгер сформував компанію Swedish Match, об'єднавши справи свого батька з іншими фабриками, які він купував під час Першої світової війни. Початковий капітал становив близько 10 мільйонів доларів (150 мільйонів доларів у сьогоднішній валюті), а Івар володів приблизно половиною і контролював всі керівні посади ради директорів.
Шведський банкір Оскар Ридбек (1878—1951) став близьким сподвижником і важливим вчителем Івара у фінансуванні бізнесу. Він працював у Kreuger & Toll консультантом з 1912 року до Краху Крюгера в 1932 році і був членом його ради директорів. Через те, що він не виконував своїх обов'язків директора, був засуджений на 10 місяців після смерті Івара.

#### Сірниковий бізнес
У 1911 і 1912 роках фабрики сім'ї Крюйгера в Кальмарі, Фредріксдалі і Мьонстері, які керували його батько Ернст Крюгер, дядько Фредрік Крюгер і його брат Торстен Крюгер, зіткнулися з фінансовими проблемами. Після цього Оскар Ридбек порадив перетворити заводи на акціонерну корпорацію, щоб залучити більше капіталу. Це стало відправною точкою для реформування шведської індустрії сірників, а також великих компаній-партнерів у Норвегії та Фінляндії. Мета полягала в тому, щоб отримати контроль над усією індустрією сірників у Скандинавії.
У 1912 році компанія Крюгера спочатку заснувала шведську корпорацію AB Kalmar-Mönsterås Tändsticksfabrik. Його батько, Ернст і дядько Фредрік, стали головними акціонерами, а генеральним директором був призначений його брат Торстен. Івар став членом ради.
Після злиття цієї компанії з кількома іншими малими компаніями-партнерами в Швеції, була заснована компанія AB Svenska Förenade Tändsticksfabriker у 1913 році, Івар Крюгер — генеральний директор. Пізніше, злившись з найбільшою компанією в Швеції, AB Jönköping-Vulcan, Івар заснував Svenska Tändsticks AB в 1917 році. Крюгер спочатку намагався переконати AB Jönköping-Vulcan об'єднатись у грудні 1912 року, але вони не були зацікавлені, оскільки вони були домінуючою компанією у Швеції. Потім Івар почав купувати всі компанії-гравці, а також більшість сировинних компаній, які він міг знайти в Швеції і навколо нього, а потім нарешті змусив AB Jönköping-Vulcan прийняти злиття.
Загальна кількість акцій у новій компанії склала 450 тисяч. Івар Крюгер особисто володів 223 тисячами акцій і своєю новою холдинговою компанією, Kreuger & Toll Holding AB.

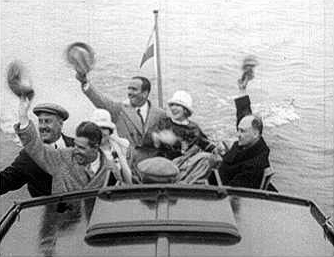
Івар Крюгер (справа) на борту M/Y Loris в Стокгольмі; 1924 рік

Ця група компаній охопила всю індустрію сірників у Швеції, включаючи всі великі компанії, які виготовляли виробничі машини, що використовуються на заводах. Загальна кількість працівників, які працювали в цій індустрії у Швеції 1917 року, становила близько 9000. Він також мав контроль над великими компаніями постачання сировини для виробництва сірників. За цей час Крюгер також придбав найбільші компанії-виробники в Норвегії (Bryn і Halden) і у Фінляндії (Wiborgs і Kekkola).
Однак Крюгер не тільки придбав компанії, але й запровадив новий спосіб мислення у шведській промисловості сірників з великомасштабними виробничими потужностями, ідеями підвищення ефективності виробництва, управління, дистрибуції та маркетингу.
Завдяки новій структурі компаній, індустрія сірників у Скандинавії стала головним конкурентом великим виробникам в інших країнах. Методи Івара були подібні до тих, які Джон Д. Рокфеллер використовував у формуванні Standard Oil, перетворюючи десятки фабрик на сильну і прибуткову монополію. Ці методи стали незаконними у США через антимонопольні закони, але в той час монополії не були заборонені у Швеції.
Шведи поліпшили дизайн сірника за допомогою більш безпечного червоного фосфору, який вони нанесли на поверхню сірникової коробки. Вони називали їх «безпечними сірниками». Крюгер зробив Швецію провідним експортером сірників у світі; у Швеції сірники стали найголовнішим товаром експорту.
Розширюючи компанію Swedish Match шляхом придбання утворених урядом монополій, шведська компанія стала найбільшим у світі виробником сірників. Крюгер створив філію в компанії Kreuger & Toll AB у Сполучених Штатах, а разом з Lee, Higginson & Co. Згодом ця група контролювала до 75 % світового виробництва сірників.

#### Інші підприємства
З 1925 по 1930 роки, коли багато країн Європи постраждали після Першої світової війни, компанії Крюгера надавали кредити урядам для прискорення реконструкції. Натомість уряди країн надавали дозвіл на монополію виробництво та продаж сірників.
Крюгер не обмежувався сірниками, а контролював більшу частину лісової промисловості на півночі Швеції. Він також намагався створити телефонну монополію в Швеції.
Після заснування виробника целюлози SCA в 1929 році Крюгер отримав можливість придбати більшість акцій телефонної компанії Ericsson; гірничодобувної компанії Boliden; основні акції у виробника кулькових підшипників SKF; банк Skandinaviska Kreditaktiebolaget та інші.

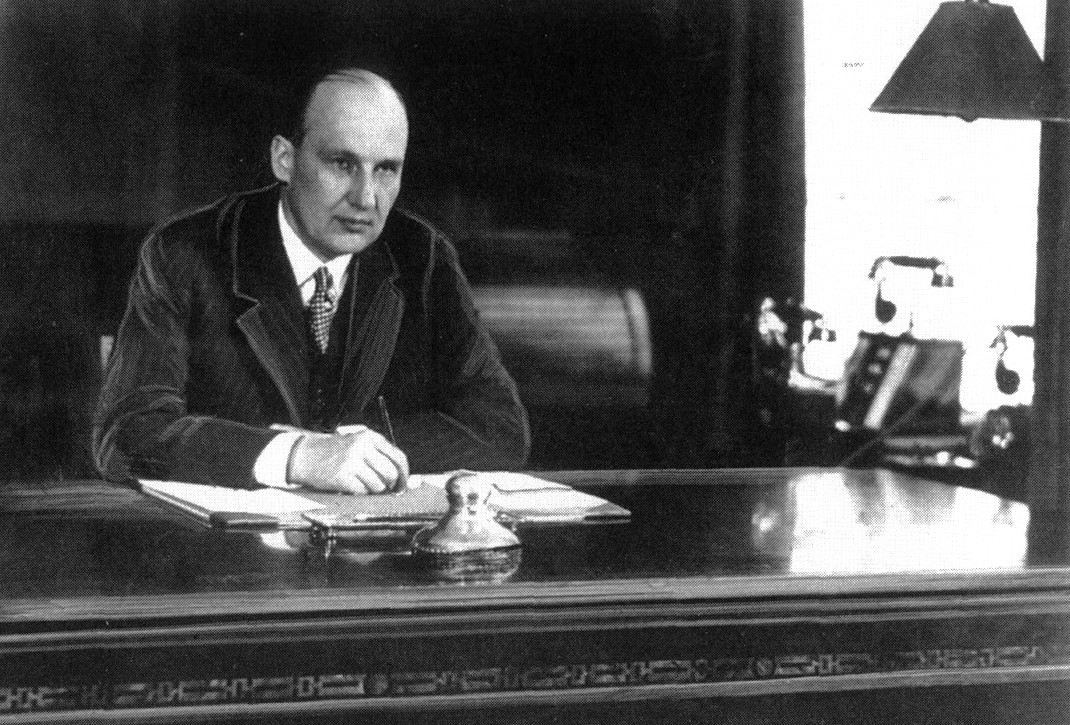
Івар Крюгер; 1930 рік

За кордоном він придбав Deutsche Unionsbank у Німеччині та Union de Banques à Paris у Франції, часто з власними коштами компанії. Ці маневри були зроблені як через необхідність, так і через його винахід, який полягав у тому, щоб повідомляти про прибутки, коли їх немає, і виплачувати постійно зростаючі дивіденди за рахунок залучення нових інвестицій та/або пограбування скарбниць новопридбаних компаній.
До 1931 року Крюгер контролював близько 200 компаній. Тим не менш, біржовий крах 1929 року став основним фактором у викритті його методів, які в кінцевому підсумку виявилися фатальним і для нього, і для його імперії.
Навесні 1930 року Крюгер відвідав Сполучені Штати і прочитав лекцію про ситуацію у світовій економіці в Чиказькому індустріальному клубі під назвою «Проблема трансферу та її значення для Сполучених Штатів». Президент США Гувер запросив його в Білий дім, щоб обговорити цю тему, і в червні йому було присвоєно звання доктора ділового адміністрування університету Сіракузи, де він працював молодим головним інженером, коли в 1907 році був побудований стадіон Архбольда.
У 1929 році, на піку своєї кар'єри, капітал Крюгера складався з 30 мільярдів шведських крон, що еквівалентно приблизно 100 мільярдам доларів у 2000 році.

### Смерть та «Крах Крюгера»
У березні 1931 року під час зустрічі в німецькому міністерстві фінансів у Берліні швейцарський банкір Фелікс Сомарі вже попередив про банкрутство компанії-партнера Крюгера. До середини 1931 року поширилися чутки про те, що Kreuger & Toll та інші компанії в імперії Крюгера були фінансово нестабільними. У лютому 1932 року Крюгер звернувся до компанії Sveriges Riksbank вдруге, щоб ті підтримали його у збільшенні кредитів. У цей час його загальні кредити від шведських банків оцінювалися приблизно в половину шведської резервної валюти, яка почала негативно впливати на вартість шведської валюти на міжнародному фінансовому ринку. Для того, щоб надати йому більше позик, уряд вимагав представити повний звіт про всю групу компаній Крюгера, оскільки власні розрахунки банку показали, що фінанси Kreuger & Toll були надто слабкі для надання кредитів.
У той час Івар Крюгер перебував у Сполучених Штатах і попросив повернутися до Європи на зустріч з головою Риксбанку Іваром Роотом. Він залишив Швецію востаннє 23 листопада 1931 року і повернувся до Європи 11 березня 1932 року. Зустріч з Іваром Роотом мала відбутися 13 або 14 березня в Берліні. 11 березня він зустрівся з Крістером Літторіном (віце-президент холдингу Kreuger & Toll holding) та його власним банкіром Оскаром Ридбеком, щоб підготуватися до зустрічі в Берліні. Але на наступний день він був знайдений мертвим у ліжку у своїй квартирі в Парижі. Французька поліція і лікарі дійшли висновку, що він застрелився між 10:45 і 00:10.
Похований на Північному кладовищі у Стокгольмі.
Смерть Крюгера спровокувала крах його компаній, що вразила інвесторів і компанії у всьому світі, але особливо важко в США і Швеції. У 1933 і 1934 роках Конгрес США ухвалив ряд законів про реформу безпеки, які мали на меті запобігти повторенню «Краху Крюгера».
У звіті з іноземних справ 1930 року було визначено, що з $630 млн активів, які компанія заявила, що вони мають, $200 млн було отримано з сірникової промисловості, $30 млн — у банках, а інші $400 просто класифікувалися як «інші інвестиції». Коли імперія збанкрутувала наприкінці березня 1932 року, заявлені активи на суму $250 млн не існували.

## Фінансові інновації та фінансова інженерія
Отримання монополії на виробництво та / або продаж сірників у обмін на кредити уряду було, по суті, не новим способом ведення бізнесу. Такі схеми існували протягом тривалого часу (наприклад, бульбашка Міссісіпі Джона Ло і південноморська бульбашка), але Крюгер дуже творчо винаходив нові способи фінансування бізнесу, переконуючись, що він продовжує контролювати свої компанії.
Крюгер фінансував свою діяльність, продаючи акції та облігації своїх компаній, а також через великі банківські кредити. Що стосується продажу акцій, то він винайшов акції з подвійним класом, оскільки він не хотів втрачати контроль над своїми компаніями.
Крюгер винайшов інший фінансовий інструмент, який продовжує використовуватися і по сьогоднішній день, відомий як американські депозитарні розписки. У Kreuger & Toll цк називалося -«Американські сертифікати». Американські інвестори ніколи не бачили таких інвестицій. Це була частина облігацій, частки привілейованих акцій, і опція часткового розподілу прибутку. Сертифікати дозволили інвесторам одержати вплив на іноземну компанію, яка виплачувала дивіденди у розмірі 25 відсотків.

## Список компаній, які контролював Івар Крюгер
Івар Крюгер контролював близько 200 різних компаній, нижче подані основні підприємства:
- Kreuger & Toll AB
- Svenska Tändsticks Aktiebolaget-STAB
- International Match Corporation (США).
- Diamond Match (США)
- Ohio Match (США)
- Stora Kopparbergs Bergslags AB
- Svenska kullagerfabriken (компанія кулькових підшипників)
- LKAB (гірничодобувна індустрія)
- Bolidens Gruv AB (гірничодобувна індустрія)
- Hufvudstaden AB
- Telefon AB L.M. Ericsson[25]
- SCA (целюлозна індустрія)
- Högbroforsens Industri AB (целюлозна індустрія)
- Sirus A/G
- Szikra Ungar. Zundholzfabriken
- Alsing Trading Co, Велика Британія
- SF (кіноіндустрія)
- Skandinaviska Kreditaktiebolaget
- Stockholms Inteckningsgaranti AB
- Trafik AB Grängesberg-Oxelösund (залізнична індустрія)
- Union de Banques à Paris
- Banque de Suède et de Paris
- Hollandsche Koopmansbank
- Aktienbauverein Passage
- AG für Hausbesitz
- Bank Amerykański w Polsce, Польща

## Нагороди
- Орден Вази (1918, 1923, 1928)[26][27]
- Орден Полярної зірки (1921)[28]
- Орден Корони Румунії[26][27]
- Великий Хрест ордена Почесного легіону[26][27]
- Орден Трьох зірок[26][27]
- Орден Білої троянди[29][28]